# Carl von Bülow

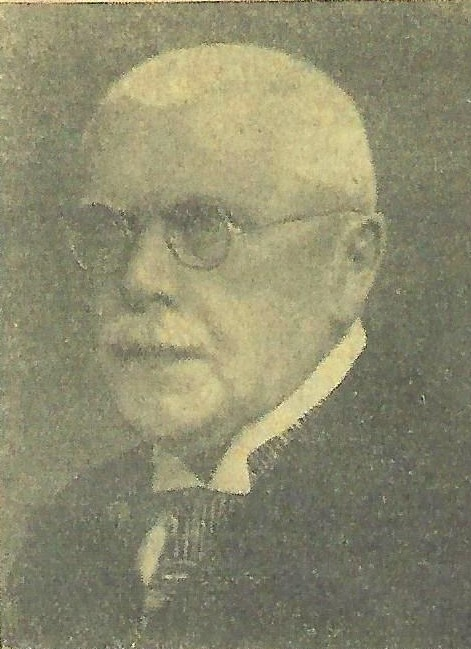
Carl v. Bülow

Theodor Carl Heinrich Ernst von Bülow  (* 6. Dezember 1857 in Rostock; † 14. April 1933 in Tübingen) war ein deutscher Zoologe, Chemiker und Hochschullehrer.

## Leben
Carl von Bülow besuchte das Realgymnasium in Bützow. Nach dem Abitur studierte er an der Universität Rostock Zoologie, Vergleichende Anatomie, Entwicklungsgeschichte und Mathematik. Er wurde Corpsschleifenträger der Hansea Rostock, die von Februar 1882 bis Juni 1883 bestand. 1881–1883 war er Assistent an den Zoologischen Instituten in Rostock und Erlangen. 1882 wurde er zum Dr. phil. promoviert. Ab 1883 studierte er an der Friedrich-Alexander-Universität Erlangen Chemie. 1884–1887 war er Assistent an den Chemischen Laboratorien in Erlangen und Würzburg. 1887–1896 war er Chemiker bei der Badischen Anilin- & Sodafabrik in Ludwigshafen am Rhein. Ab 1896 war er im Chemischen Laboratorium der Eberhard Karls Universität Tübingen tätig. Seit 1897 in Tübingen für Chemie habilitierter Privatdozent, wurde er 1900 titulierter a.o. Professor mit Lehrauftrag für Technische Chemie. 1901 erhielt er ein Extraordinariat. Das seit 1845 suspendierte und am 1. Mai 1907 rekonstituierte Corps Vandalia Rostock nahm am 18. September 1907 die meisten Rostocker Hanseaten auf und verlieh v. Bülow als Erstem die Corpsschleife. In Tübingen wurden ihm 1917 der Titel und Rang eines ordentlichen Honorarprofessors verliehen. 1928 trat er in den Ruhestand. 

### Chemische Entdeckungen
- Violettschwarz, Abkömmling des p-Phenylendiamin (1887)[6]
- Farbstoffe der Platinschwarz-Reihe, verdrängten das Blauholz vom Markt[6]
- Benzopyranole
- Synthese von Triazopyridazinen und Aminoabkömmlingen von Triazopyrimidinen

### Ehrungen
- Ehrenmitglied der Tübinger Chemischen Gesellschaft[6]
- Erneuerung des 50-jährigen Doktorjubiläums in Rostock[6]
- Ausstellung chemisch-technischer Präparate im Deutschen Museum[6]